# 宇宙飛行の年表
宇宙飛行の年表（うちゅうひこうのねんぴょう）とは、実行された有人宇宙飛行および無人宇宙飛行に関する時系列年表の一覧である。1950年までの飛行は複数年を1つの記事に、1951年以降は各年個別の一覧記事に掲載している。
2015年現在、およびそれ以降の年度は未飛行の計画も含む。
カーマン・ラインの基準となる地上100kmを越える公式の宇宙飛行として認定されたものを一覧に記す。このラインを越える予定であったが失敗した飛行も含む。

## 衛星打ち上げ率の推移
- 失敗
- 一部失敗
- 成功
- 予定